# Десять евро
Десять евро — вторая по номинальной стоимости банкнота евро. Находится в обращении с 2002 года, с момента введения этой валюты. Эта банкнота размером 127×67 мм и красной цветовой гаммой. На ней изображены мосты и арки / дверные проемы в романской архитектуре (между XI и XII в. н. э.).
Банкнота десять евро содержит ряд элементов защиты: водяные знаки, невидимые чернила, голограмму и микропечать. В сентябре 2011 года в обращении насчитывалось около 2 005 149 600 банкнот номиналом десять евро.
Новая банкнота 10 евро поступила в обращение 23 сентября 2014 года.

## История

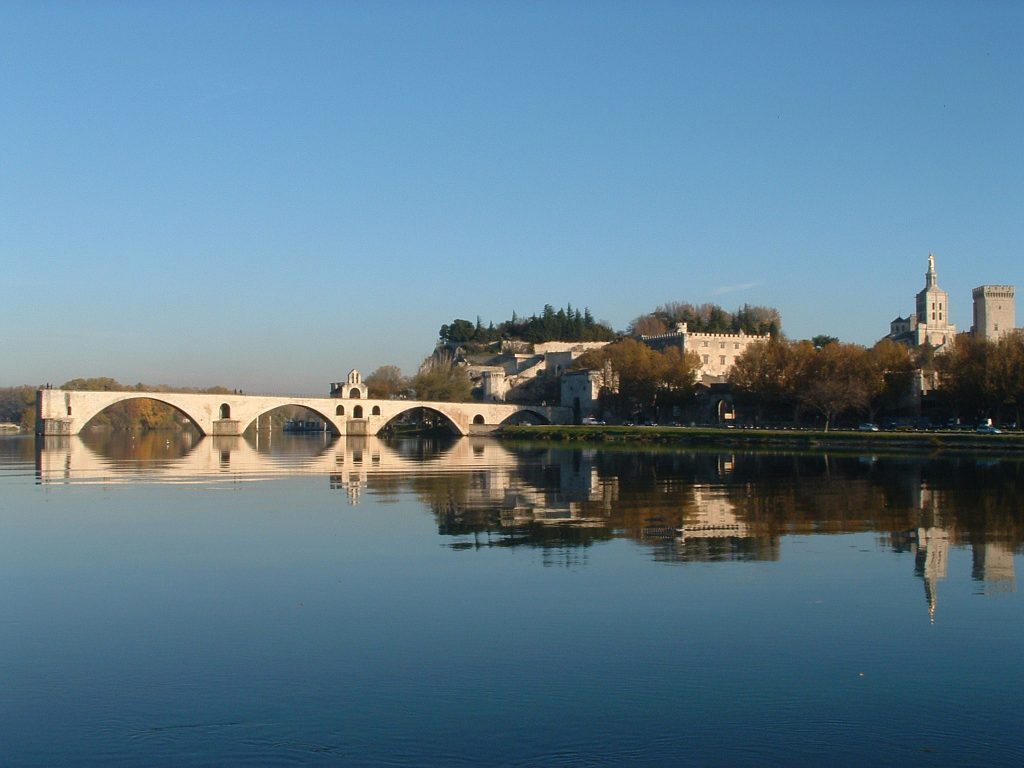
На реверсе банкноты: Мост Сен-Бенезе

### До введения
Евро был введён 1 января 1999 года, когда он стал валютой для более чем 300 миллионов человек в Европе. В течение первых трех лет своего существования она была формальной валютой, использовавшейся только для бухгалтерского учёта. Наличные евро были введены 1 января 2002 года. Они заменили национальные валюты 12 стран еврозоны. Например, евро сменили ирландский фунт и австрийский шиллинг.

### После введения
Переход на евро, в течение которого национальные валюты были заменены на евро, продолжался около двух месяцев, до 28 февраля 2002 года. Официальная дата, после которой национальные валюты перестали быть законным платежным средством, варьировалась в разных странах. Самая ранняя дата была установлена в Германии, где немецкая марка официально перестала быть законным платежным средством 31 декабря 2001 года, хотя период обмена длился на два месяца больше. Даже когда старые банкноты и монеты перестали быть законным платежным средством, они продолжали приниматься национальными центральными банками в течение десяти лет.

### Изменения
Вторая серия банкнот евро была введена в течение нескольких прошедших лет. На них стояла подпись президента Европейского центрального банка Вима Дуйзенберга, которого 1 ноября 2003 года сменил на посту Жан-Клод Трише, чья подпись появилась на последующих банкнотах. А с 1 ноября 2011 года появилась подпись нового президента Европейского центрального банка — Марио Драги.
С 2013 года начали выпускать банкноты евро новой серии «Европа» начиная с 5 евро. Купюры номиналом 10 евро этой серии поступила в обращение 23 сентября 2014 года.

## Дизайн

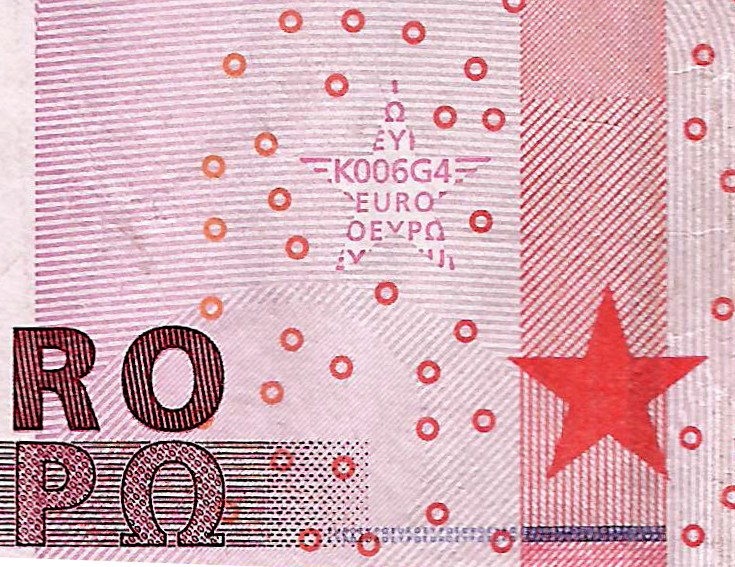
Крупным планом микропечать и голограмма

Как и остальные банкноты, 10 евро содержит наименование валюты, номинал, флаг Евросоюза, подпись президента Европейского центрального банка, 12 звезд ЕС, год выпуска и специальные элементы защиты.
Десять евро — вторая по размеру в евро банкнота: 127 мм (5,0 дюйма) × 67 миллиметров (2,6 дюйма) в красной цветовой гамме. На банкнотах евро изображены мосты и арки / дверные проемы в разные исторические эпохи. На десяти евро изображён романский период (между XI и XII веками н. э.).

### Особенности защиты
На банкноте имеются такие элементы защиты, как:
- Голограмма,[1] при наклоне купюры можно увидеть изменение цвета голограммы, расположенной между номиналом банкноты и аркой, а в фоновом режиме можно увидеть радужные концентрические круги микропечати[10].